# Code talker

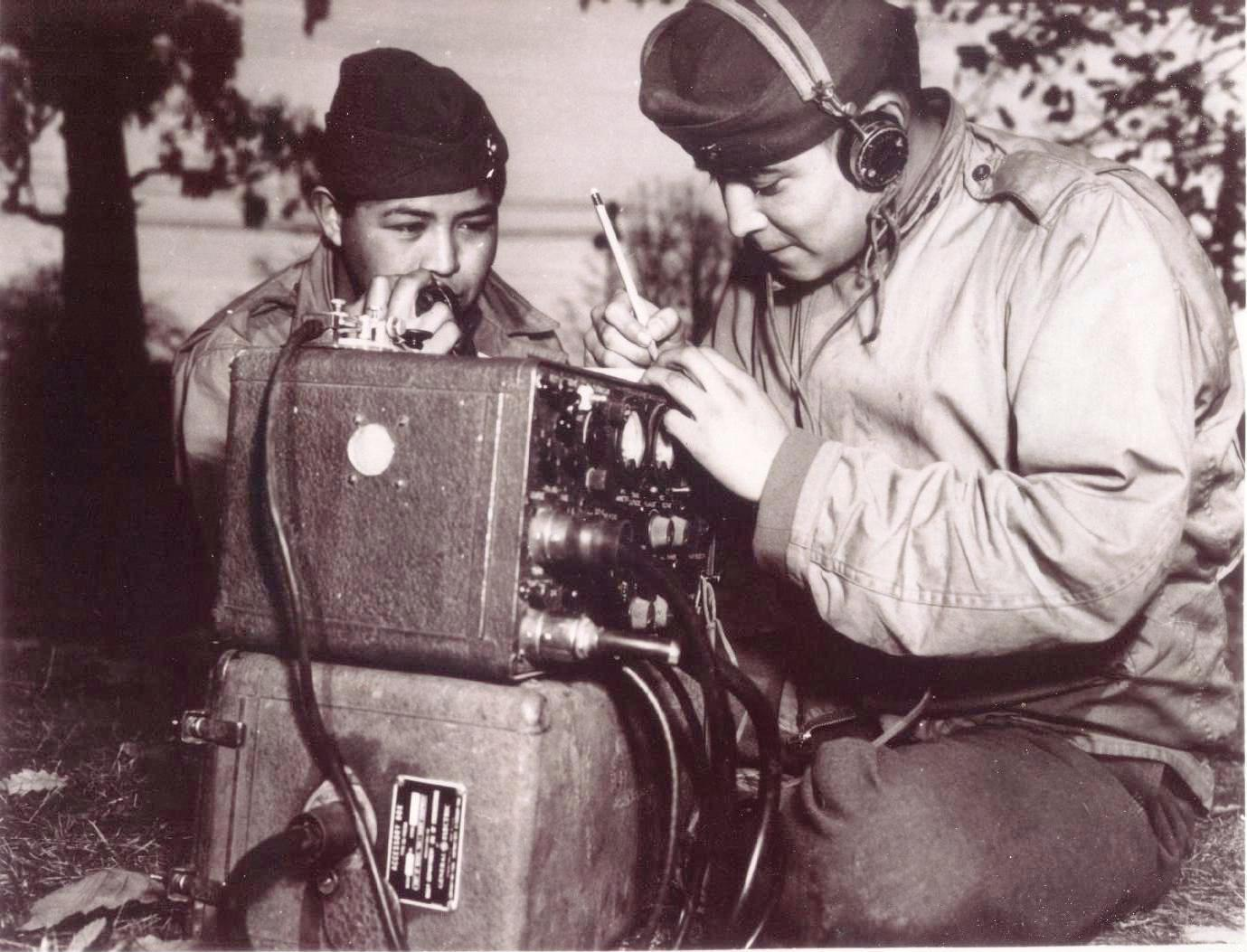
Deux code talkers en action en Australie en 1943.

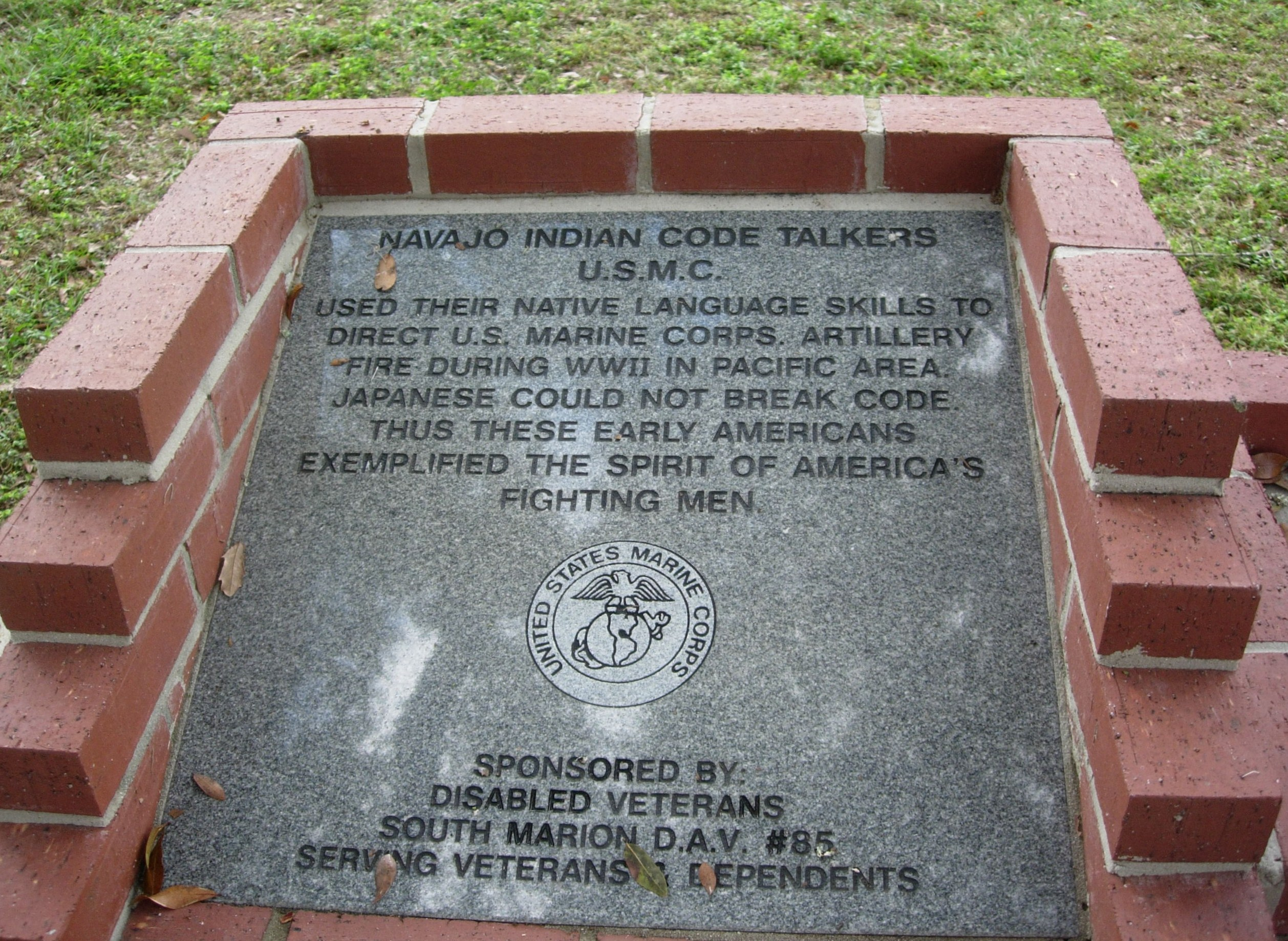
Monument dédié aux code talkers à Ocala.

Un code talker (litt. « parleur de code ») est une personne qui parle en utilisant un langage codé.
Il est plus fréquemment utilisé pour décrire les Amérindiens qui ont servi dans le Corps des Marines des États-Unis dont la tâche principale était la transmission de messages tactiques codés. Ces hommes transmettaient ces messages via les téléphones ou radios militaires en utilisant des codes formels ou informels reposant sur leur langue maternelle. Leur service fut très précieux en améliorant la sécurité des communications de l'essentiel des opérations en ligne de front durant la Seconde Guerre mondiale, les Japonais ne parvenant pas à les décrypter.
Cette histoire est fortement associée aux locuteurs Navajos spécialement recrutés pour le théâtre Pacifique de la Seconde Guerre mondiale. Néanmoins, outre les Navajos, il y avait aussi des Cherokees, Chactas, Lakotas, Mesquakies et Comanches. L'armée américaine utilisa d'abord les Chactas lors de la Première Guerre mondiale après que les Allemands eurent cassé son code.
L'histoire des Navajos engagés comme codeurs lors de la Seconde Guerre mondiale est notamment au cœur de l'intrigue du film Windtalkers : Les Messagers du vent (2002).

## Chactas

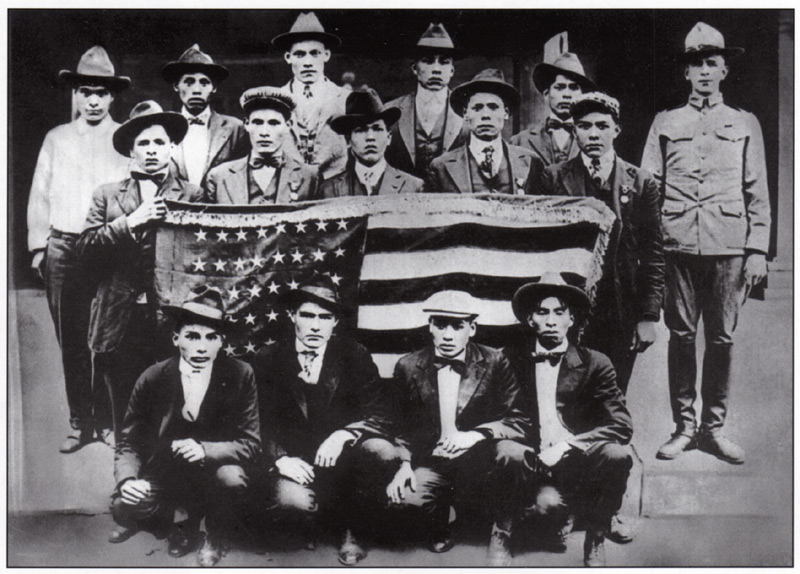
Choctaws codeurs.

Pendant la Première Guerre mondiale, l'armée américaine utilise des Chactas pour ses communications chiffrées, ils sont plus rapides que les machines à coder.
Un commandant de compagnie de l'armée américaine, le capitaine Laurent, entendit Salomon Louis et Mitchell Bobb converser dans la langue Chacta. Il trouva huit hommes de la tribu chacta dans le bataillon. En tout, quatorze Amérindiens chactas de la 36e division d'infanterie de l'armée américaine furent formés pour l'utilisation de leur langue dans un cryptage. Ils ont aidé les Forces expéditionnaires américaines à gagner plusieurs batailles clés pendant l’offensive Meuse-Argonne, et lors de la dernière grande poussée allemande de la fin de la guerre. Moins de 24 heures après le début de l'usage de langue chacta, le cours de la bataille avait tourné. En moins de 72 heures, les Allemands battaient en retraite et les Alliés étaient de nouveau à l'attaque.

## Cherokees
La première fois que des Amérindiens ont été utilisés dans l'armée américaine pour transmettre des messages pendant des combats, ce fut un groupe de soldats Cherokees de la 30e division d'infanterie américaine, servant aux côtés des Britanniques pendant la Seconde bataille de la Somme. Selon l'officier des transmissions de la division, cela eut lieu en septembre 1918. Leur unité était sous commandement britannique à l'époque.

## Comanches

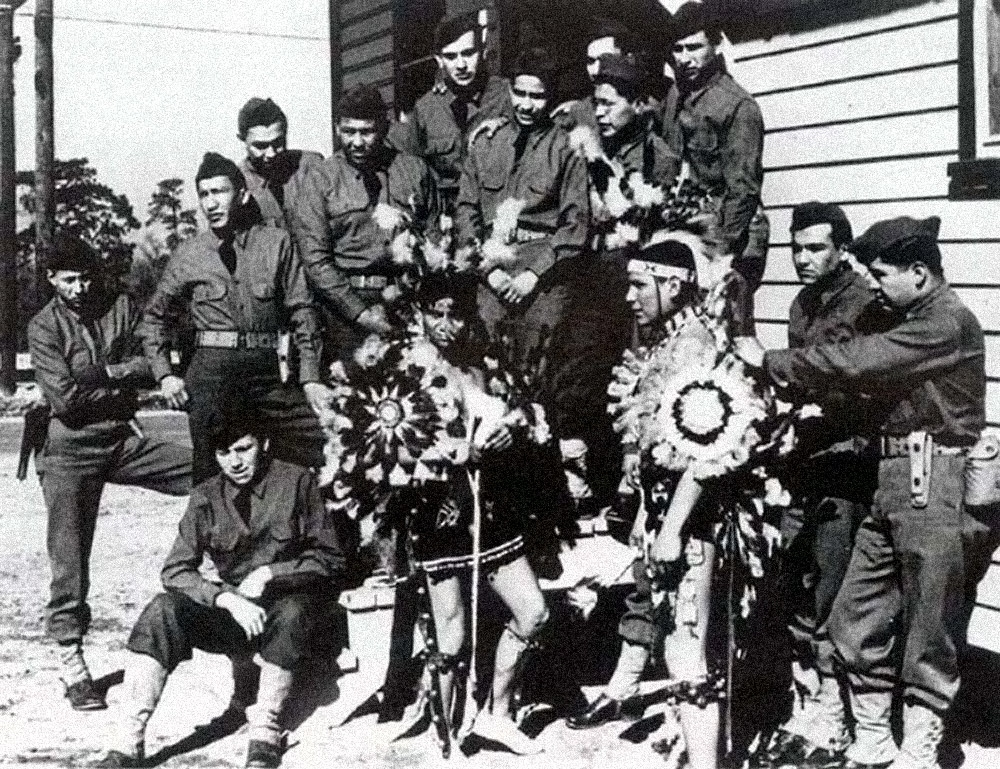
Code talkers de la 4e compagnie de communication.

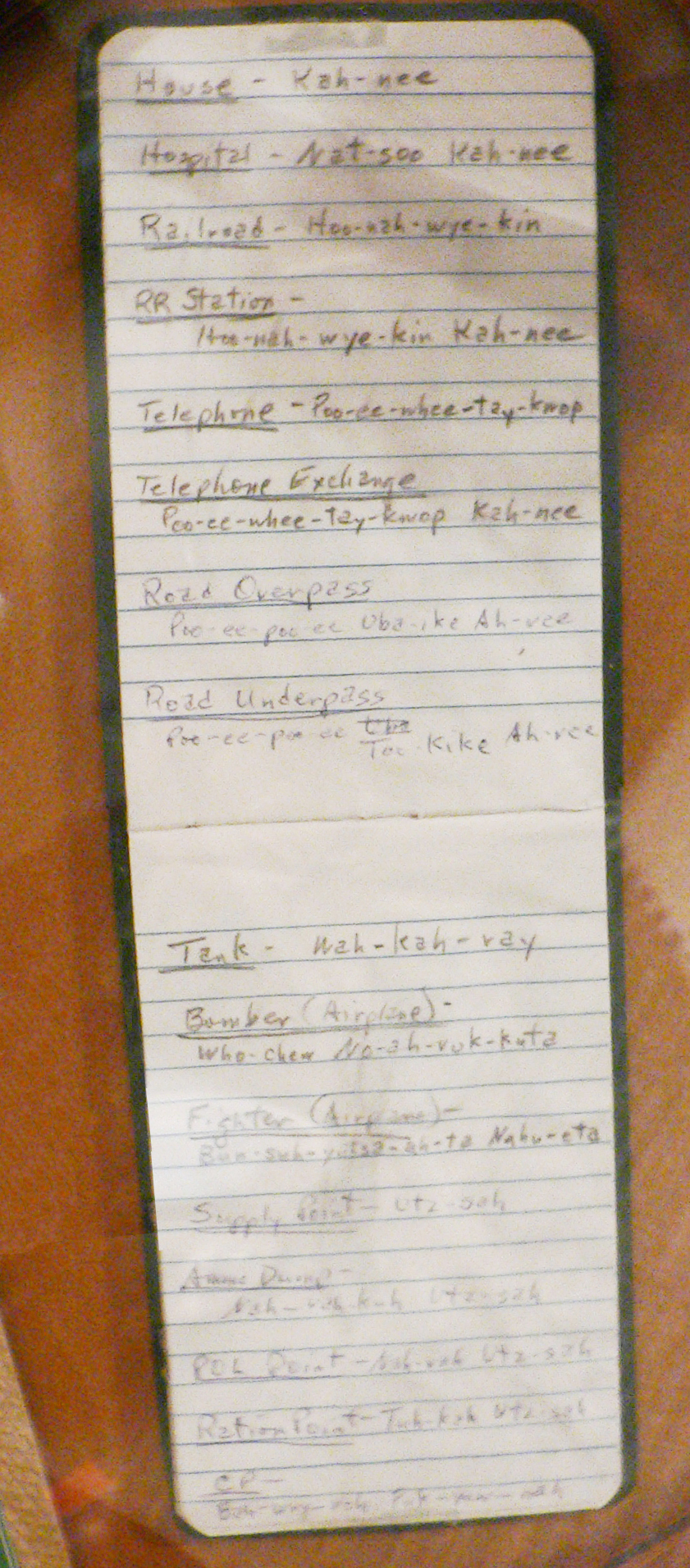
Table de codage du Comanche Hugh F. Foster Jr.

Adolf Hitler était au courant de l'utilisation fructueuse des code talkers pendant la Première Guerre mondiale. Il envoya une équipe d'une trentaine d'anthropologues pour apprendre les langues amérindiennes avant le déclenchement de la Seconde Guerre mondiale. Mais il s'est avéré trop difficile pour eux d'apprendre les nombreuses langues et dialectes existants. Cependant, à cause des tentatives des anthropologues allemands d'apprendre les langues amérindiennes, l'armée américaine ne mit pas en œuvre de programme de code talker à grande échelle sur le front européen. Néanmoins, quatorze Comanches « parlant le code » ont pris part au débarquement de Normandie, et ont continué à servir dans la 4e division d'infanterie au cours d'autres opérations européennes. Des Comanches de la 4e compagnie de communication (4th Signal Company) ont compilé plus de 100 termes de code en utilisant des mots ou des phrases de leur langue. En utilisant une méthode de substitution similaire au Navajo, le mot de code comanche pour un char était « tortue », celui du bombardier était « oiseau enceint », « machine à coudre » désignait une mitrailleuse et Adolf Hitler est devenu « l'homme blanc fou ». Deux code talkers comanches furent assignés à chaque régiment, les autres restèrent au siège de la 4e division d'infanterie. Peu après le débarquement sur Utah Beach le 6 juin 1944, les Comanches commencèrent à transmettre des messages. Certains furent blessés, mais aucun ne fut tué. 
En 1989, les code talkers comanches Charles Chibitty, Roderick Red Elk, et Forrest Kassanavoid furent nommés chevaliers de l'Ordre national du Mérite par le gouvernement français.
Une délégation de 18 représentants de la nation comanche et de la CIVA (Comanche Indian Veteran Association) sera présente pour les festivités du 70e anniversaire du débarquement, notamment à Tilly-sur-Seulles lors du 6e salon du livre de la bataille de Normandie le 8 juin 2014.
Le 9 juin 2014, pour la première fois depuis 70 ans, à l'initiative des musées de Utah Beach et de Tilly-sur-Seulles, une cérémonie en hommage aux code talkers comanches et plus largement à tous les Amérindiens ayant combattu pour la libération de l’Europe est organisée sur la plage d'Utah Beach.

## Meskwakis
Des hommes de la tribu Meskwaki utilisèrent leur langue contre les Allemands en Afrique du Nord. Vingt-sept Meskwakis, soit 16 % de la population Meskwaki de l'Iowa à cette époque, se sont enrôlés dans l'armée américaine en janvier 1941.

## Basques
Le capitaine Frank D. Carranza eut l'idée d'utiliser la langue basque pour l'encodage en mai 1942, en rencontrant environ 60 marines d'ascendance basque dans un camp de San Francisco,,. Ses supérieurs se méfièrent. 
35 jésuites basques se trouvaient à Hiroshima, dirigés par Pedro Arrupe. En Chine et aux Philippines, il y avait une colonie de joueurs jai alai basques et il y avait des partisans basques en Asie. Les Basques américains code talkers furent gardés éloignés des zones de guerre, ils ont d'abord été utilisés dans des tests et dans la transmission des informations logistiques pour Hawaï et l'Australie. Le 1er août 1942, les lieutenants Nemesio Aguirre, Fernández Bakaicoa et Juanna reçurent un message codé en basque de San Diego destiné à l'amiral Chester Nimitz, pour l'alerter de l'opération Apple ayant pour but de chasser les Japonais des îles Salomon. Ils traduisirent également la date du début de l'opération, le 7 août, pour l'attaque de Guadalcanal. Alors que la guerre s'étendait sur le Pacifique, il y avait une pénurie de bascophones et le programme Navajo préparé en parallèle, fut préféré.
En 2017, Pedro Oiarzabal et Guillermo Tabernilla publient une étude réfutant cette histoire. Selon eux, Carranza, Aguirre, Bakaicoa ou Juanna sont introuvables dans les archives nationales américaines ou celles de l'U.S. Army. Ils trouvèrent bien quelques Marines avec des patronymes basques, mais aucun affecté aux transmissions. Ils suggèrent que l'histoire de Carranza était une opération de l'OSS montée afin d'attirer la sympathie des services de renseignements américains auprès des nationalistes basques.

## Navajos
| Alphabet | Mot de code (anglais) | Mot codé (navajo) | Orthographe moderne |
| -------- | --------------------- | ----------------- | ------------------- |
| A        | Ant                   | Wol-la-chee       | Wóláchííʼ           |
| B        | Bear                  | Shush             | Shash               |
| C        | Cat                   | Moasi             | Mósí                |
| D        | Deer                  | Be                | Bįįh                |
| E        | Elk                   | Dzeh              | Dzeeh               |
| F        | Fox                   | Ma-e              | Mąʼii               |
| G        | Goat                  | Klizzie           | Tłʼízí              |
| H        | Horse                 | Lin               | Łį́į́ʼ                |
| I        | Ice                   | Tkin              | Tin                 |
| J        | Jackass               | Tkele-cho-gi      | Téliichoʼí          |
| K        | Kid                   | Klizzie-yazzi     | Tłʼízí yázhí        |
| L        | Lamb                  | Dibeh-yazzi       | Dibé yázhí          |
| M        | Mouse                 | Na-as-tso-si      | Naʼastsʼǫǫsí        |
| N        | Nut                   | Nesh-chee         | Neeshchʼííʼ         |
| O        | Owl                   | Ne-ash-jah        | Néʼéshjaaʼ          |
| P        | Pig                   | Bi-sodih          | Bisóodi             |
| Q        | Quiver                | Ca-yeilth         | kʼaaʼ yeiłtįįh      |
| R        | Rabbit                | Gah               | Gah                 |
| S        | Sheep                 | Dibeh             | Dibé                |
| T        | Turkey                | Than-zie          | Tązhii              |
| U        | Ute                   | No-da-ih          | Nóódaʼí             |
| V        | Victor                | a-keh-di-glini    | Akʼehdidlíní        |
| W        | Weasel                | Gloe-ih           | Dlǫ́ʼii              |
| X        | Cross                 | Al-an-as-dzoh     | Ałnáʼázdzoh         |
| Y        | Yucca                 | Tsah-as-zih       | Tsáʼásziʼ           |
| Z        | Zinc                  | Besh-do-gliz      | Béésh dootłʼizh     |

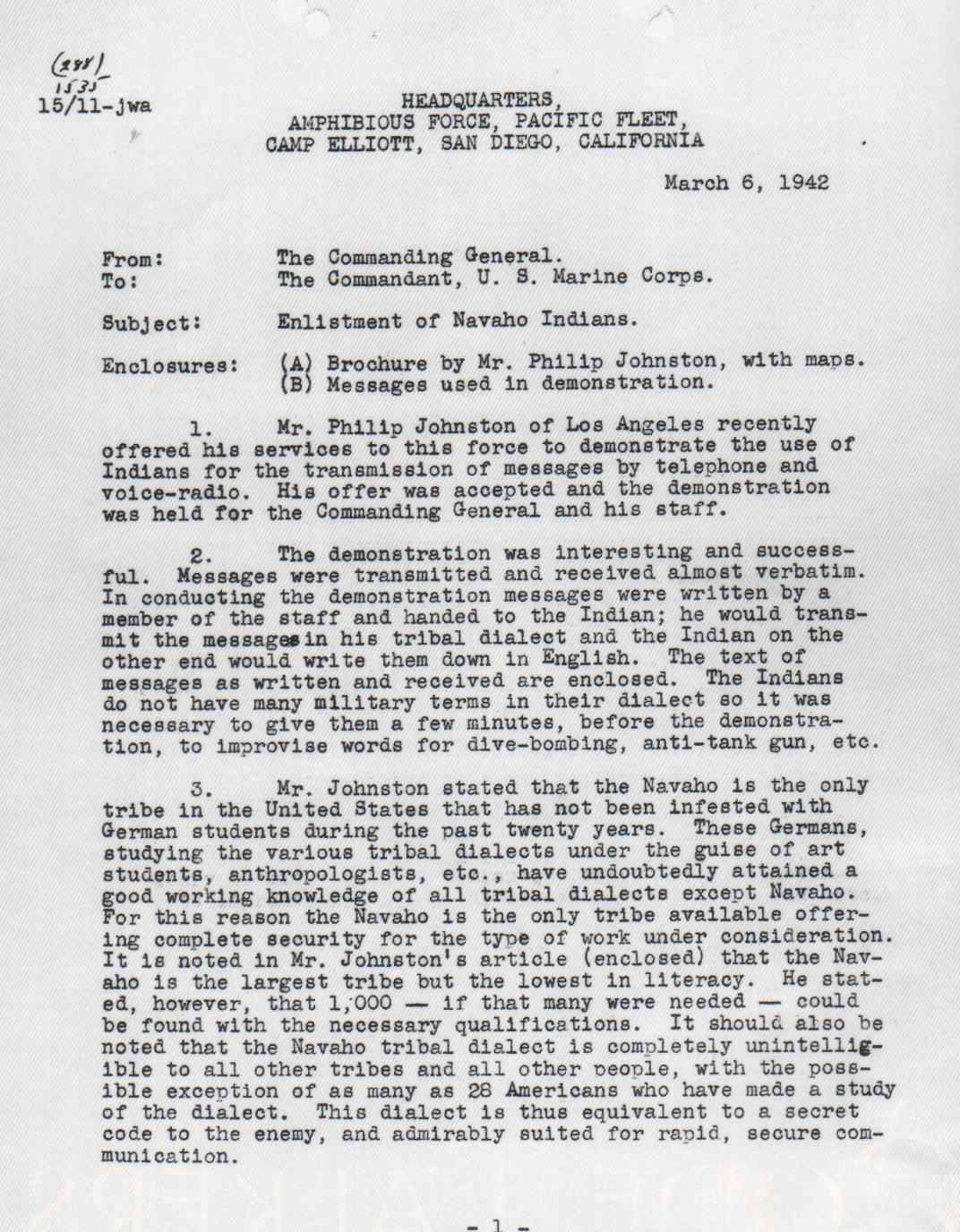
Lettre recommandant l'utilisation des Navajos, 1942, première page.

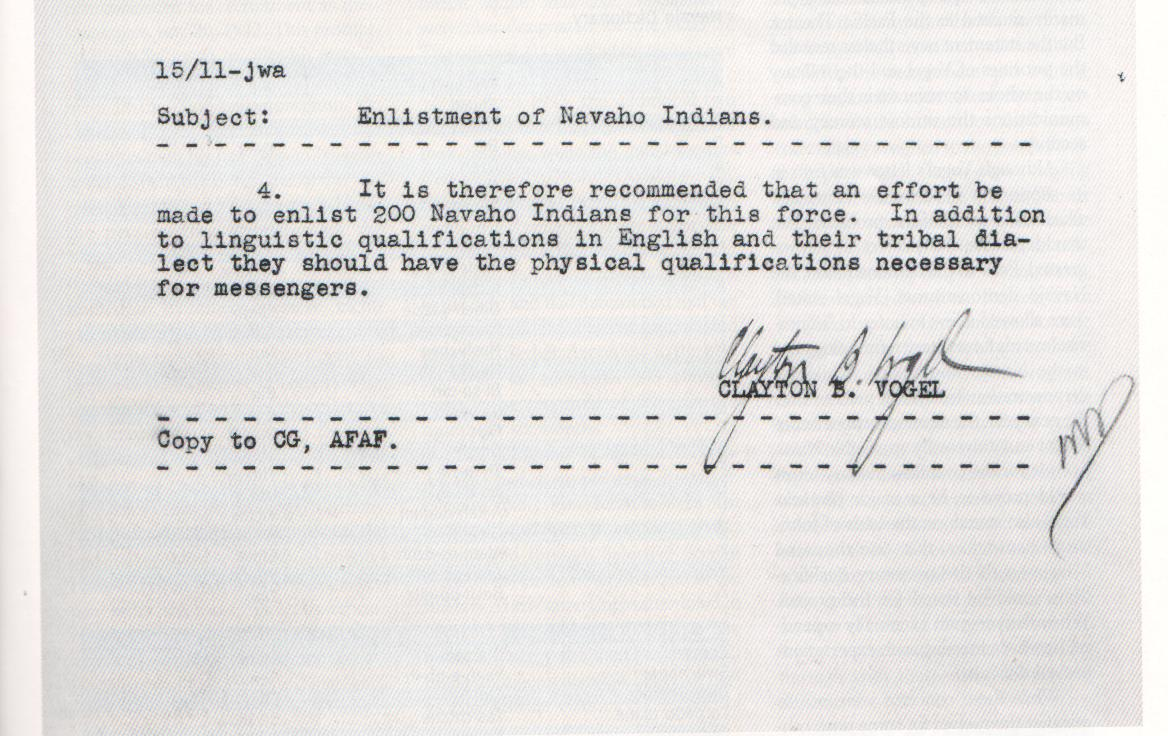
Seconde page.

Philip Johnston, un ingénieur civil de Los Angeles, proposa l'utilisation du Navajo pour le Corps des Marines des États-Unis au début de la Seconde Guerre mondiale. Johnston, qui était un vétéran de la Première Guerre mondiale, grandit dans la réserve navajo du fait qu'il était le fils d'un missionnaire envoyé chez les Navajos. Il était l'un des rares non-Navajos qui parlaient leur langue couramment. Parce que le navajo a une grammaire complexe, il n'est que difficilement intelligible, même pour ceux qui comprennent des langues proches, de la famille na-dené. De plus, le navajo était à l'époque une langue non écrite. Johnston s'aperçut que le navajo répondait à l'exigence militaire pour créer un code indéchiffrable. Le navajo est parlé uniquement sur les terres navajos du Sud-Ouest américain, de plus sa syntaxe et ses sonorités, sans parler de ses dialectes, sont inintelligibles à quiconque ne possédant pas une grande connaissance de cette langue. On estime que lors du déclenchement de la Seconde Guerre mondiale, moins de 30 non-Navajos pouvaient comprendre la langue. 
Au début de 1942, Johnston eut un entretien avec le général Clayton B. Vogel et le général commandant le Corps amphibie de la flotte du Pacifique. Johnston organisa des tests dans des conditions de combat simulés qui démontrèrent que les Navajos pouvaient coder, transmettre et décoder un message de trois lignes en anglais en 20 secondes, contre 30 minutes pour les machines de l'époque. L'idée fut acceptée, Vogel recommanda que les Marines recrutent 200 Navajos. Les 29 premières recrues navajos incorporèrent le camp d'entraînement en mai 1942. Ce premier groupe créa ensuite le code navajo au camp Pendleton à Oceanside en Californie. Le code navajo fut officiellement développé et modélisé sur le même alphabet phonétique que celui de la marine et de l'armée américaine (le Joint Army/Navy Phonetic Alphabet), qui utilise des mots anglais entiers pour représenter des lettres (voir alphabet radio). Comme il fut constaté que dire lettre par lettre l'orthographe phonétique pour les termes militaires — en combat — mettait trop de temps, certains termes, concepts, tactiques et instruments de guerre  ont eu des nomenclatures descriptives uniquement en navajo (le mot « pomme de terre » est utilisé pour se référer à une grenade à main, ou « tortue » à un char, par exemple). Plusieurs de ces mots-valises (comme gofasters, littéralement « va plus vite », se référant à des chaussures de course, « bâtons d'encre » pour stylos) sont entrés dans le vocabulaire du Corps des Marines et sont couramment utilisés aujourd'hui pour désigner les objets appropriés.
Un dictionnaire fut conçu pour enseigner les nombreux mots et concepts aux nouveaux initiés. Le texte était réservé pour le seul enseignement du code Navajo, et ne devait jamais être emporté sur le champ de bataille. « Ceux qui parlent le code » mémorisèrent toutes ces variations et pratiquaient l'utilisation rapide du code dans des conditions stressantes pendant la formation. Les non-initiés au navajo n'auraient eu aucune idée de ce que les messages de « ceux qui parlent le code » pouvaient signifier.
Les Navajos « qui parlent le code » furent félicités pour leur rapidité, compétence et précision pendant toute la guerre. Lors de la bataille d'Iwo Jima, le major Howard Connor, officier de transmissions de la 5e division des Marines, eut six Code Talkers navajos qui se relayèrent sans interruption pendant les deux premiers jours de la bataille. Ces six hommes envoyèrent et reçurent plus de 800 messages sans faire d'erreur. Connor déclara plus tard : « Sans les Navajos, les Marines n'auraient jamais pris Iwo Jima ».
Au fur et à mesure de la guerre, des mots de code furent ajoutés au programme. Dans d'autres cas, des mots de code raccourcis et non-officiels furent conçus pour une campagne donnée et ne furent pas utilisés au-delà de la zone d'opération. Afin d'assurer une utilisation cohérente de la terminologie du code tout au long de la guerre du Pacifique, des représentants des code talkers de chacune des divisions de marines américaines se réunirent à Hawaï pour discuter des lacunes du code, pour intégrer des nouveaux termes dans le système, et mettre à jour leurs dictionnaires. Ces représentants formèrent à leur tour d'autres code talkers qui ne pouvaient pas assister à la réunion. Par exemple, le mot navajo pour buse, jeeshóó, fut utilisé pour bombardier, tandis que le mot de code utilisé pour sous-marin, Loo Beesh, signifiait « poisson de fer » en navajo.
L'utilisation de code talkers navajos se poursuivit pendant la guerre de Corée et même après, jusqu'au début de la guerre du Viêt Nam.

## Propriétés cryptographiques
Les non-locuteurs trouveraient extrêmement difficile de distinguer avec précision les sons familiers utilisés dans ces langues. En outre, un locuteur qui a acquis une langue durant son enfance aura une perception nettement différente d'une personne qui a acquis la même langue plus tardivement dans sa vie, ce qui réduit ainsi les chances de succès d'imposteurs envoyant de faux messages. Enfin, une précaution supplémentaire a été ajoutée : le codage de l'alphabet pour empêcher l'interception par des locuteurs natifs non qualifiés parlant le code, dans le cas de leur capture par les Japonais. Un système similaire utilisant le gallois fut utilisé par les forces britanniques, mais pas à une aussi grande échelle pendant la Seconde Guerre mondiale. Le gallois fut utilisé plus récemment dans les efforts de maintien de la paix dans les Balkans pour les messages non essentiels.
Le navajo était un choix intéressant pour l'utilisation d'un code parce que peu de gens en dehors de la réserve Navajo avaient appris à parler cette langue. Pratiquement aucun livre en navajo n'avait été publié. En dehors de la langue elle-même, le code parlé en navajo n'était pas très complexe pour les normes cryptographiques et aurait probablement été décrypté si un locuteur natif et des cryptographes entraînés avaient travaillé ensemble de manière efficace. Les Japonais eurent l'occasion d'essayer quand ils capturèrent Joe Kieyoomia dans les Philippines en 1942 lors de la marche de la mort de Bataan. Kieyoomia, un sergent navajo de l'armée américaine, mais qui n'était pas un code talker, fut obligé d'interpréter les messages radios par la suite durant la guerre. Cependant, comme Kieyoomia n'avait pas participé à la formation pour utiliser le code, les messages n'avaient pas de sens pour lui. Quand il dit qu'il ne pouvait pas comprendre les messages, ses ravisseurs le torturèrent. Compte tenu de la simplicité du code de l'alphabet en cause, il est probable que le code aurait pu être cassé facilement si les connaissances de Kieyoomia de la langue navajo avaient été exploitées plus efficacement par des cryptographes japonais. L'armée impériale japonaise et la marine n'ont jamais réussi à décrypter le code.
Les Japonais communiquèrent des messages codés aux spécialistes allemands du service de décryptage de l'Abwehr mais ces spécialistes ne réussirent pas à le décrypter.[réf. nécessaire]

## Hommage après la guerre

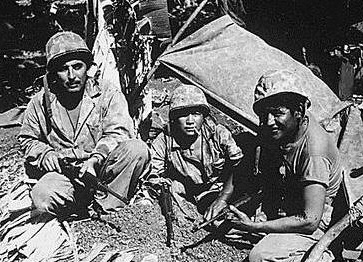
Navajo code talkers, Saipan, juin 1944

Les causeurs de code ne reçurent aucun hommage avant la déclassification de l'opération en 1968. En 1982, les code talkers reçurent un certificat de reconnaissance par le président américain Ronald Reagan, qui consacra également le 14 août 1982 comme « le jour des code talkers navajos, ». 
Le 21 décembre 2000, le Congrès américain adopta la loi de droit public « 106-554, 114 statut 2763 », signé par le président Bill Clinton, qui permit de décerner la Médaille d'or du Congrès aux vingt-neuf premiers code talkers navajos de la Seconde Guerre mondiale, et la médaille d'argent à chaque personne reconnue comme parlant le code navajo (environ 300 personnes),. 
En juillet 2001, le président américain George W. Bush remit personnellement la médaille d'or à quatre survivants code talkers d'origine (le cinquième n'a pas pu assister pour des raisons de santé) lors d'une cérémonie tenue dans le dôme du Capitole à Washington. Des médailles d'or ont été données aux familles des 24 code talkers d'origine à titre posthume. 
Le 17 septembre 2007, 18 code talkers choctaws ont été honorés à titre posthume de la Médaille du bravoure du Texas par l'adjudant général de l'État du Texas pour leurs états de service durant la Seconde Guerre mondiale.
Le 15 novembre 2008, la loi sur la reconnaissance des code talkers (Public Law 110-420), fut signée par le président George W. Bush. Cette loi attribue à tous les code talkers amérindiens qui ont servi dans l'armée des États-Unis au cours de la Première Guerre mondiale ou la Seconde Guerre mondiale (à l'exception de celles déjà attribuées aux Navajos) une Médaille d'or du Congrès de conception propre à chaque tribu (conservées par la Smithsonian Institution), et un duplicata de la Médaille d'argent à chaque code talkers.
Le dernier survivant du groupe des 29, Chester Nez, meurt le 4 juin 2014.

## Dans la culture populaire
Le film Windtalkers : Les Messagers du vent de 2002 est une histoire fictive basée sur les code talkers navajos enrôlés dans le Corps des Marines des États-Unis durant la Seconde Guerre mondiale. 
Le film La Proie des vautours de 1959, avec Charles Bronson jouant le sergent John Danforth, un code talker navajo. 
Le roman historique Code Talker dépeint un groupe de Navajos servant dans le Corps des Marines dans le Pacifique pendant la Seconde Guerre mondiale.
Un véritable causeur de code, Chester Nez, écrivit ses mémoires sous le titre : Code Talker: The First and Only Memoir by One of the Original Navajo Code Talkers of WWII. Il est le dernier survivant des tout premiers code talkers navajo de la Seconde Guerre mondiale. Il aida à développer le code, puis prit part aux combats afin de prouver qu'il fonctionnait. 
Un personnage du jeu Metal Gear Solid V : The Phantom Pain est appelé "The Code Talker", ayant lui-même été un code talker navajo durant la Seconde Guerre mondiale. 